# دار العذار

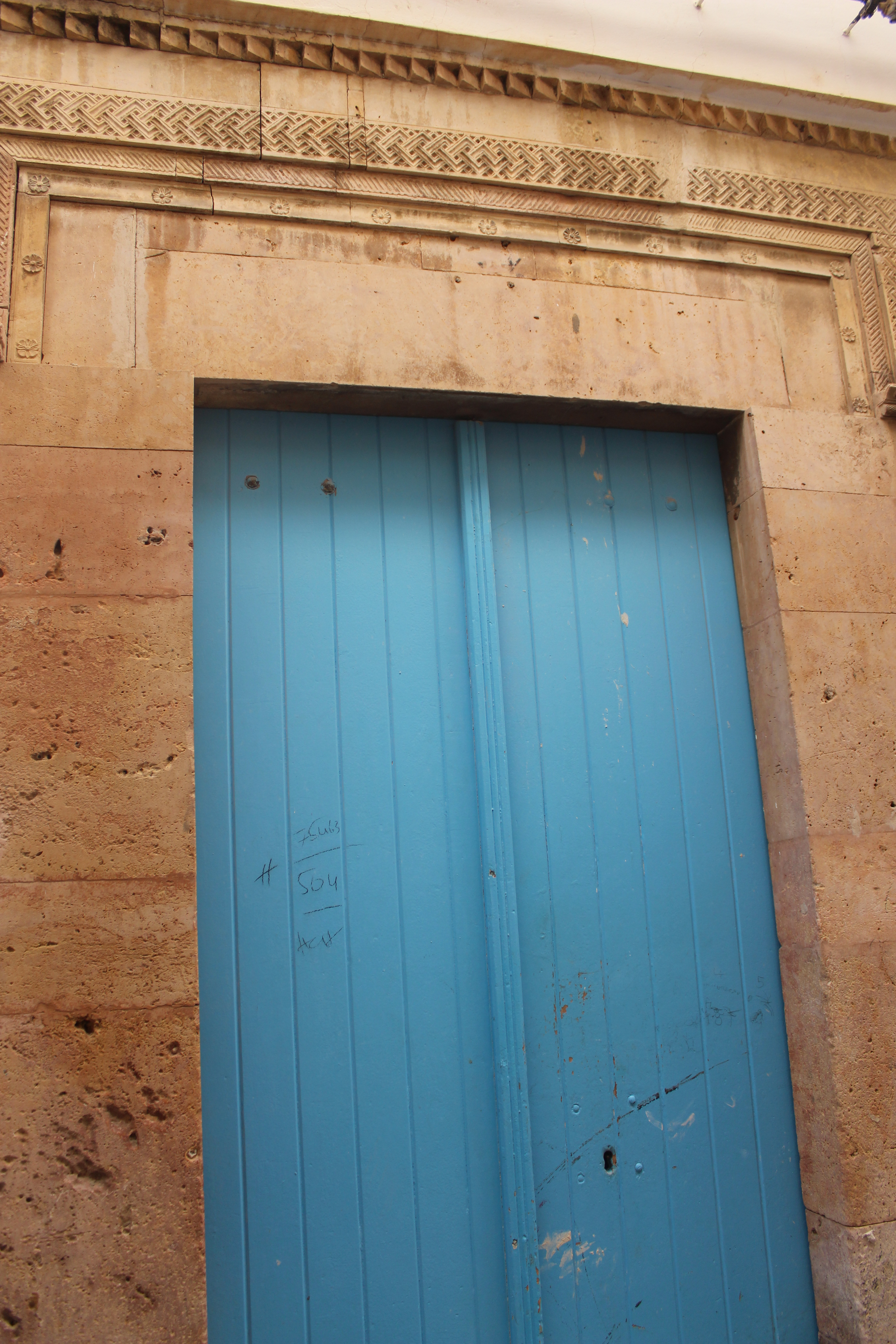
مدخل دار العذار

دار العذار واحدة من أقدم المنازل بالمدينة العتبقة في صفاقس.

## موقعها
تقع دار العذار بنهج الشيخ التيجاني المعروف أيضا باسم زقاق الذهب، واحد من أنهج البرجوازية الصفاقسية في القرن التاسع عشر بالشمال الغربي للمدينة العتيقة بالقرب من دار كمون.
تمتد مساحة الدار على 220 متر مربع وتتكون من طابق أرضي فقط.

## تاريخها
تعود الدار إلى عائلة العذار، واحدة من أشهر العائلات الصفاقسية وأثراها.
من الشخصيات المهمة التي عاشت بهذه الدار يمكن أن نذكر:

### محمد العذار
أحد قضاة صفاقس في القرن التاسع عشر, شغل خطة العدالة من 6 شعبان 1274 (1858 ميلادي) حتى 17 محرم 1280 (1864 ميلادي) إذ نصبه محمد الصادق باي رئيس مجلس الجنايات والأحكام العرفية بصفاقس. في 1281 هجري تولى خطة الإفتاء ثم القضاء بصفاقس في 1289 إلى أن سماه علي باشا مفتي في 4 ربيع الثاني 1311 الموافق ل14 أكتوبر 1893 مفتيا.

### محمد بن القاضي الحاج محمد بن محمود بن سعيد العذار
كان في بادئ الأمر إماما على جامع سيدي بوشويشة بأمرعلي باي ثم أصبح قاضيا في 5 أوت 1900. عينه الناصر باي في 10 مارس 1919 باش مفتيا حتى 1925, تاريخ إعادته لخطة القضاء. إلأ أنه عين باش مفتي مرة ثانية في جويلية 1932.
تم ترميم الدار سنة 2012.

## روابط خارجية
- دار العذار على موقع باب الجبلي